# Hörby Ringsjöstrand
Hörby Ringsjöstrand är ett bostadsområde vid Östra Ringsjöns södra strand, på gränsen mellan Hörby och Höörs kommuner. Sedan 2015 avgränsar SCB här två småorter.